# 柔道整復療養費の不正請求
| 公費負担医療給付                      | 公費負担医療給付                  | 公費負担医療給付   | 3兆1222億円（007.3%）  |
| 後期高齢者医療給付                    | 後期高齢者医療給付                | 後期高齢者医療給付 | 15兆2868億円（035.3%） |
| 医療保険等給付 19兆3653億円 （45.1%） | 被用者保険 10兆2934億円 （24.0%） | 協会けんぽ         | 5兆7040億円（013.3%）  |
| 医療保険等給付 19兆3653億円 （45.1%） | 被用者保険 10兆2934億円 （24.0%） | 健康保険組合       | 3兆5259億円（008.2%）  |
| 医療保険等給付 19兆3653億円 （45.1%） | 被用者保険 10兆2934億円 （24.0%） | 船員保険           | 184億円（000.0%）      |
| 医療保険等給付 19兆3653億円 （45.1%） | 被用者保険 10兆2934億円 （24.0%） | 共済組合           | 1兆0450億円（002.4%）  |
| 医療保険等給付 19兆3653億円 （45.1%） | 国民健康保険                      | 国民健康保険       | 8兆7628億円（020.4%）  |
| 医療保険等給付 19兆3653億円 （45.1%） | その他労災など                    | その他労災など     | 3091億円（000.7%）     |
| 患者等負担                            | 患者等負担                        | 患者等負担         | 5兆1922億円（012.2%）  |
| 総額                                  | 総額                              | 総額               | 42兆9665億円（100.0%） |

柔道整復療養費の不正請求（じゅうどうせいふくりょうようひのふせいせいきゅう）とは、日本の公的医療保険における柔道整復療養費について不正に保険請求を行う行為であり、診療報酬の不正請求と同様の医療詐欺のひとつ。

## 支払い根拠
療養費に対しての保険の支払い根拠は以下である。
すなわち保険制度は指定保険医療機関による「療養の給付（現物支給制・点数制）」を原則としており、それが困難である場合に限り「療養費の支給（金銭支給）」を認めている（判決文では「療養費の支給自体が例外として設けられている」と記載）。これは保険医療機関以外の医療機関（鍼灸院、接骨院など）において医療行為を受けた場合に、いったん患者自身が治療費全額を負担したのち、自己負担分を除いた額を保険者に請求する（償還払い）ものである。
柔道整復に関しては急性又は亜急性の外傷性の打撲・捻挫および骨折・脱臼に限って支給され、肩こり、筋肉疲労による施術、スポーツや部活動に伴う身体ケア、症状の改善がみられない長期の施術(主に6ヶ月以上)は療養費の支給対象外となる。
- かつて柔道整復師等療養費専門部会は受領委任払いについて「整形外科医が不足した時代に治療を受ける機会を確保する必要がある[3]」「応急手当の場合には，医師の同意なく施術ができる（柔道整復師法第十七条）[3]」として、特例的に受領委任払いを認める見解を示していた[3]。

## 不正請求
柔道整復における療養費支給対象は以下である。
また柔道整復では、歴史的事情により柔道整復師施術所による療養費の受領委任払いが認められているが、しかし裁判所は「受領委任払いは、保険者において施術の内容や額等につき被保険者から確認することができないまま施術者より請求がなされることから、不正請求や業務範囲を逸脱した施術を見逃す危険性が大きいといわざるを得ない」と判断しており、実際に接骨院において不正請求が後を絶たない。特に大阪府において行政指導を受けるケースが多く、行政措置の半数を占めている。
2004年には、日本臨床整形外科医会（JCOA）理事長は　「柔道整復師はきちんと仕事をされるグループが本流ですが、問題はお金儲け一本のグループがあり、次第にこの数が増えていることです」とコメントしている。

### 規模
|            | 平成19年 | 平成20年 | 平成21年 |
| ---------- | -------- | -------- | -------- |
| 柔整療養費 | 3830億円 | 3933億円 | 4023億円 |
| うち返納額 | 1.3億円  | 1.1億円  | 1.3億円  |

療養費の平成21年返納額は1.3億円であった。
平成24年03月の衆議院厚生労働委員会での質疑では、平成22年10月のサンプル調査では3部位以上請求は46.8%、受領委任取扱中止件数は、平成20年度が14件、21年度が16件であり、返納金は平成20年度が約一億三千万円、21年度が約一億一千万円、22年度が約一億三千万円であったと厚生労働省保険局長が答弁した。厚労副大臣は「関係者による検討会を設け、中・長期的な視点に立って、柔道整復療養費等の在り方の見直しを行う」と答弁している。
2008年の柔道整復療養費におけるサンプル調査では、3部位以上請求数は全国平均で50.5%であった。2009年に日本臨床整形外科学会が実施した全国一斉調査では、平均外傷部位数は1.22部位と報告されている。
その後、平成25年4月〜平成26年3月の最新の統計では、柔道整復療養費における3部位以上請求数は24.7%と報告されている。

### 柔整業界団体の対応
2015年、指定暴力団が関与する、複数の医院、歯科医院、接骨院における不正請求事件が発覚。被害額は総額数億円になるとされる。公益社団法人日本柔道整復師会の理事は「起こるべくして起きた最悪の事態」とコメントしている。
この事件を受け、2016年3月に公益社団法人大阪府柔道整復師会は以下の方針を打ち出した。

### 政府の対応
平成25年3月26日、厚生労働省において柔道整復の施術の部位数は整形外科より平均して1部位多いという状況が報告された
会計検査院の調査によれば、接骨院・整骨院によるレセプト請求の過半数において、接骨院・整骨院では保険適用できない慢性的な肩こり・腰痛・関節痛・リウマチ等に対してマッサージ等の施術を行い、傷病名を急性の「捻挫」「打撲」と偽り保険療養費請求する行為が行われている。
この問題に関し、平成21年に会計検査院から厚労省に対し改善要求が出されている。
この問題は歴代の国会にて、度々取り上げられている。
平成6年の参議院決算委員会では、会計検査院より厚生労働大臣に是正処置が要求された。
平成7年9月8日、厚生労働省医療保険審議会の柔道整復等療養費部会の審議により、「柔道整復等の施術に係る保険給付について」とした報告にて、以下の支給の適正化等の意見がとりまとめられ、医療保険審議会全員懇談会において了承された。
厚生労働省 医療保険審議会 柔道整復等療養費部会 「柔道整復等の施術の保険給付について」平成7年9月8日
平成8年の衆議院決算委員会でも、会計検査院より同様の是正要求を受けた。
平成15年の厚生労働委員会では、柔整関係団体の有力幹部から大阪府柔道整復師会の内部告発が取り上げられ、連続して3部位以上負傷する不可思議なレセプトが多く存在することが問題となった。厚労省の調査によると、平成14年10月に5万枚のレセプトを調査したところ、3部位以上が30.8%・四部位以上が8.7%であることが分かり、平成10年の3部位以上28.4%・四部位以上4%から比べ大幅な増加であると指摘された。
また野党からは、大阪府柔道整復師会は「塩柔会」といった支援団体を作り塩川正十郎財務大臣を支援しており、他にも木柔会、藤柔会、大柔会の存在が指摘され、与党自民党との癒着であると追及された。
平成19年での国会質問書では、療養費受領委任払いの実態について不正請求の実態は「膨大な作業を要することから把握していない」、療養費の受領委任払い制度の見直しは「見直しを行うことは考えていない」との回答であった。
また、「厚生政務次官経験者であった国会議員からの働きかけで、支給申請書に負傷の原因を具体的に詳しく記載する通知の原案が撤回され、その直後に政治献金を受け取った」という質問については「報道があったことは承知しているが、その事実関係については承知していない」との回答であった。
| 1部位 | 10.8% |
| 2部位 | 37.8% |
| 3部位 | 46.0% |
| 4部位 | 5.4%  |

平成20年の経済財政諮問会議では、民間有識者議員の”社会保障の徹底した効率化努力を”と題した提議において、「柔道整復の療養費。後者はマッサージに事実上、保険が使われている」として監査・指導の徹底を行う必要があるのではと提議された。
平成21年に民主党政権が誕生。民主党の「適切な医療費を考える議員連盟」において、12月3日に日本臨床整形外科学会理事長らを迎えて実体のヒアリングを行った。11月の事業仕分けでは、割引券を配る診療所や、一部の都道府県において3部位請求の数が突出していることが問題とされ、『不正請求の疑念はぬぐえないため、適正な保険給付に向けた改善を実施する必要がある』と結論づけられた。これを受けて現在では、3部位以上請求には負傷場所の記載が必須となった。
2018年には施術管理者要件が設定され、柔道整復療養費の受領委任を取り扱うには、施術管理者の資格が必要となった。

### 保険者の対応
| 大阪                                                                                                 | 81.0% |
| 奈良                                                                                                 | 80.1% |
| 徳島                                                                                                 | 80.0% |
| 兵庫                                                                                                 | 69.2% |
| 福岡                                                                                                 | 62.4% |
| 和歌山                                                                                               | 59.9% |
| 京都                                                                                                 | 58.8% |
| 宮城                                                                                                 | 52.8% |
| 沖縄                                                                                                 | 52.7% |
| 香川                                                                                                 | 51.9% |
| 全国平均                                                                                             | 50.5% |
| 富山                                                                                                 | 21.3% |
| 山形                                                                                                 | 19.7% |
| 岩手                                                                                                 | 14.1% |
| 平成21年に日本臨床整形外科学会が実施した全国一斉調査では、平均外傷部位数は1.22部位と報告されている。 |       |

2002年より一般社団法人保険者機能を推進する会に参加する保険者は、柔道整復受診に対しての3適キャンペーン（適正受診・適正施術・適正支払）を展開しており、現在までに第5段まで実施されている。オリンパス健康保険組合では、3部位以上の受診、1か月あたり15日以上の受診、はしご受診、請求金額1万円以上、3か月以上受診、家族での受診が見られた場合に調査を行うなどしている。
2008年、日本郵船健康保険組合は「真にやむを得ない事情」がある場合を除き、柔道整復療養費を原則不支給とする方針を打ち出したが、後に撤回した。全国柔整鍼灸協同組合の理事は、この対応に鍼灸柔整新聞にて「柔整業界は毅然と対応すべきだ、一致団結して難局打開を」と提議している。
2009年10月14日、健保連大阪連合会は厚生労働省近畿厚生局に対して、療養費支給適正化の観点から「不正・不当請求が後を絶たない」として、「受領委任払いの廃止」「領収書発行の義務付け」「療養費支給申請書の記載厳格化」を要請する文章を提出した。
2012年10月、全国健康保険協会は厚生労働省社会保障審議会柔道整復療養費検討専門委員会において、医師（外科系に限定）による同意書の添付義務化、および出来高払い制度から包括払い制度への移行、往診料の原則廃止を要請している。

### 医療関連団体の対応
日本臨床整形外科学会（JCOA）は、医業の広告規制に触れる広告が野放しになっていると報告、自賠責における治療費も通院と比べて柔道整復費は2倍だと報告している。JCOAの討論においては、「急増する柔整師への対応について徹底的に戦うべき」（70%）とされている。
全国保険医団体連合会はアンケート調査を行い、その結果について「余りにも実態と乖離している」「このような事は起こり得ず、柔道整復師の請求の50.5%が3部位以上であることは明らかに不自然」とのプレスリリースを出した。加えて同アンケートでは、整形外科医の93.4%が柔道整復の施術によって起因もしくは悪化した症例を経験したことがあったと回答し、連合会は「国民の健康にかかわる重大な問題である」と結論づけている。
|                      | 捻挫打撲による請求         | 捻挫打撲請求のうち、 3部位以上である割合 |
| -------------------- | -------------------------- | ---------------------------------------- |
| 整形外科からの請求   | 360万件（全請求の6.1%）    | 2.4%                                     |
| 柔道整復師からの請求 | 3,690万件（全請求の99.2%） | 50.5%                                    |

2010年2月22日、国リハあはきの会は厚生労働相と会計検査院長に対し、柔道整復師による療養費の不正請求の適正化を求める要望書を提出した。同会は合わせて柔道整復師の政治団体が厚労省族議員への政治献金実体データを公開している。
2010年4月、日本医師会は柔道整復師問題についての声明を出すことを検討、素案を作成し理事会に諮っていたが、会長宛てに脅迫電話が入り頓挫していることが、公益社団法人日本臨床整形外科学会のシンポジウムで明らかになった。

## 備考
1. ↑  骨折及び脱臼については，医師の同意を要する。ただし，応急手当の場合は，医師の同意は必要ではない。
2. ↑  『県整骨師会の幹部から聞いたところ、木村さんを応援するようになったのは、九七年に県当局が療養費請求について個別指導の強化を図ったことに対して、余りやらないよう働きかけてほしいとお願いしたところ、うまくやってくれたからと述べております』[24]
3. ↑  健康保険法第87条1項。医療機関が多数存在する現代では病院にかかれない事情はほとんど無いのではないかとの判断。日本郵船健保組合担当者は朝日放送「ムーブ!」(平成21年2月10日放送)の取材に対し、第87条1項を根拠に『残業して接骨院のレセプトを調べていましたが、調べれば調べるほど「マッサージ代わりに通っていた」など不正とわかるものばかりなので、社保労務士の資格を持つ常任理事と相談してこのような処理を決断した。』とコメントしている。
4. ↑  日本臨床整形外科医会では整形外科医の将来像について、順天堂大学名誉教授 山内　裕雄は『開業医は整形「内科」にならざるを得ず』としており、医療機関が多数存在していても接骨院の業務と重複しない現状となってしまっている。